# Kim Sang-in
Đây là một tên người Triều Tiên, họ là Kim.
Kim Sang In (tiếng Hàn: 김상인; sinh 25 tháng 3, 1992) là một người mẫu và nhà thiết kế người Hàn Quốc. Cô được biết đến với tư cách Á quân Asia's Next Top Model 2016.

## Tiểu sử
Sang In sinh ra và lớn lên tại Seoul, Hàn Quốc. Cô từng là sinh viên theo ngành tâm lý học tại Đại học Quốc gia Seoul trước khi nghỉ học để theo đuổi sự nghiệp người mẫu.

## Sự nghiệp
Sau khi đạt đồng ngôi vị Á quân tại Asia's Next Top Model 2016, cô xuất hiện trong các tạp chí của Elle, Marie Claire, InStyle, Nylon UK, Dazed & Confused Korea, Vogue Korea và Numéro Tokyo. Sang In cũng góp mặt trong chiến dịch thời trang All Saints Fall 2017.